# Kreis Forbach
| Basisdaten               | Basisdaten                  |
| ------------------------ | --------------------------- |
| Bundesstaat              | Reichsland Elsaß-Lothringen |
| Bezirk                   | Lothringen                  |
| Verwaltungssitz          | Forbach                     |
| Fläche                   | 701 km² (1910)              |
| Einwohner                | 94.191 (1910)               |
| Bevölkerungsdichte       | 134 Einw./km² (1910)        |
| Gemeinden                | 87 (1910)                   |
| Lage des Kreises Forbach |                             |
|                          |                             |

Der Kreis Forbach war von 1871 bis 1920 ein deutscher Landkreis im Bezirk Lothringen des Reichslandes Elsaß-Lothringen. Das Gebiet des Kreises liegt heute im Arrondissement Forbach-Boulay-Moselle des französischen Départements Moselle.

## Geschichte
Nachdem Elsaß-Lothringen durch den Frankfurter Friedensvertrag an das Deutsche Reich gefallen war, wurde 1871 aus dem bis dahin französischen Arrondissement Forbach der Kreis Forbach gebildet. Nach dem Ende des Ersten Weltkrieges wurde der Kreis 1918 von Frankreich besetzt, kam am 17. Oktober 1919 unter französische Verwaltung und gehörte mit dem Inkrafttreten des Versailler Vertrages am 10. Januar 1920 wieder als Arrondissement Forbach  dem französischen Staat an.
Im Zweiten Weltkrieg stand Elsaß-Lothringen von 1940 bis 1944 unter deutscher Besatzung. Während dieser Zeit bildete das Gebiet des Arrondissements Forbach zunächst den Landkreis Forbach. Am 1. Dezember 1940 wurde der Landkreis Forbach mit dem Nachbarkreis Bolchen zum Landkreis Sankt Avold zusammengeschlossen. Das Kreisgebiet wurde nicht im völkerrechtlichen Sinne annektiert, sondern war Teil des CdZ-Gebiets Lothringen. Dieses war dem Gauleiter für den Gau Saarpfalz (ab 1942 Westmark) in Saarbrücken unterstellt. Zwischen November und Dezember 1944 wurde das Kreisgebiet von alliierten Streitkräften eingenommen und anschließend Frankreich einverleibt. Von Frankreich wurden wieder die beiden Vorkriegs-Arrondissements Forbach und Boulay-Moselle eingerichtet.

## Kreisdirektoren
1871–188200Johann Spiecker
1882–188400Richard Albrecht
1884–188900Becker (kommissarisch)
1889–189600Albert Dieckmann
1871–190300Karl von Gemmingen-Hornberg
1903–190800Georg von Loeper
1908–191800Wilhelm von Woellwarth-Lauterburg

## Einwohnerentwicklung
| Einwohner     | 1871   | 1890   | 1900   | 1910   |
| ------------- | ------ | ------ | ------ | ------ |
| Kreis Forbach | 64.150 | 68.696 | 76.005 | 94.191 |

Gemeinden mit mehr als 4.000 Einwohnern (Stand 1910):
| Forbach           | 10.107 |
| Kleinrosseln      | 6.909  |
| Mörchingen        | 6.966  |
| Sankt Avold       | 6.400  |
| Spittel           | 5.742  |
| Stieringen-Wendel | 4.751  |

## Gemeinden
Im Jahre 1910 umfasste der Kreis Forbach 87 Gemeinden. Durch kaiserliche Verordnung vom 2. September 1915 wurde der Name der Gemeinde Porcelette amtlich in Porzelet geändert.
| - Alstingen - Altrip - Altweiler - Baronweiler - Barst - Beningen - Berg - Bertringen - Bettingen - Biedingen - Bischdorf - Brülingen - Buschbach - Buschdorf - Cappel - Destrich - Dieblingen - Diefenbach bei Hellimer - Durchthal - Enschweiler - Ernstweiler - Ersdorf | - Etzlingen - Farschweiler - Folklingen - Folschweiler - Forbach - Freibuss - Freimengen - Fremersdorf - Geblingen - Genweiler - Geßlingen - Greningen - Großtänchen - Harprich - Hassenburg - Hellimer - Herrchweiler - Hilsprich - Holvingen - Johannsrohrbach - Kammern - Kappelkinger | - Karlingen - Kerbach - Kirweiler - Kleinrosseln - Kleintänchen - Kochern - Landorf - Lanningen - Lellingen - Leyweiler - Lixingen - Machern - Maxstadt - Merlenbach - Metzingen - Mörchingen - Morsbach - Nellingen - Nussweiler - Oberhomburg - Oberhost - Ötingen | - Pfarrebersweiler - Porcelette (ab 1915 Porzelet) - Püttlingen - Rakringen - Remeringen - Richlingen - Rossbrücken - Saaralben - Sankt Avold - Sengbusch - Spichern - Spittel - Stieringen-Wendel - Sülzen - Tentelingen - Thedingen - Vahl-Ebersing - Walleringen - Walmen - Weiler - Willerwald |